# Antipathes galapagensis
Antipathes galapagensis är en korallart som beskrevs av Elisabeth Deichmann 1941. Antipathes galapagensis ingår i släktet Antipathes och familjen Antipathidae. Inga underarter finns listade i Catalogue of Life.

## Bildgalleri

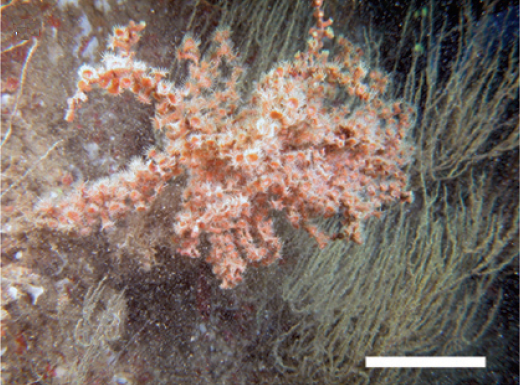
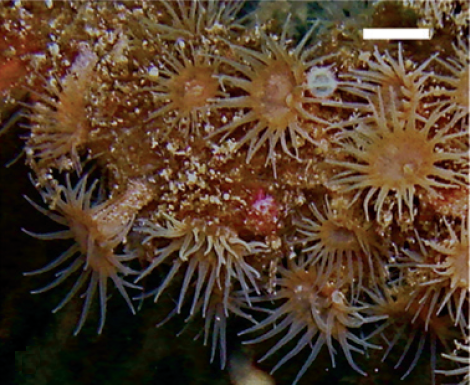
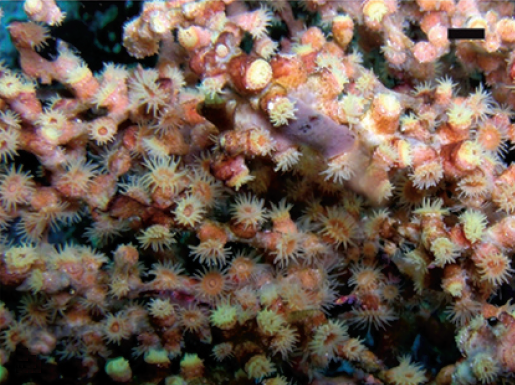
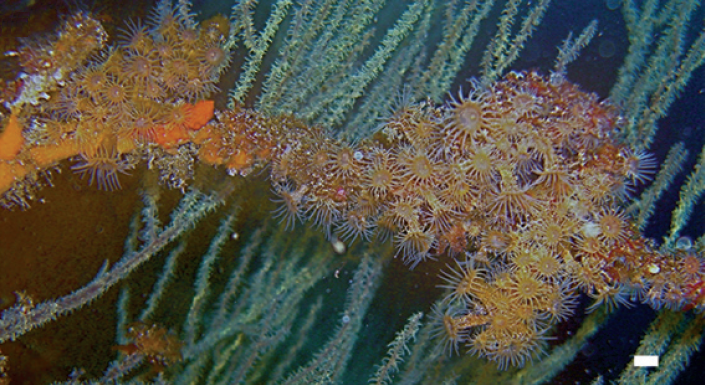